# Macrodorcas moellenkampi
Macrodorcas moellenkampi is een keversoort uit de familie vliegende herten (Lucanidae). De wetenschappelijke naam van de soort is voor het eerst geldig gepubliceerd in 1924 door Nagel.